# Müezzinzade Filibeli Hafız Ahmed Pascha
Müezzinzade Filibeli Hafız Ahmed Pascha (* 1564 in Filibe im Osmanischen Reich, heute Plowdiw in Bulgarien; † 10. Februar 1632 in Istanbul) war ein osmanischer Großwesir. Geboren als Sohn eines pomakischen Muezzins, kam er mit 15 Jahren nach Istanbul und war dort jahrelang Bediensteter im Palast. Ab 1609 war er Gouverneur von Damaskus, Van, Erzurum, Bagdad und anderen anatolischen Vilâyets.
Er war zweimal Großwesir und blieb insgesamt zwei Jahre, einen Monat und 21 Tage lang im Amt. Er starb im Kampf gegen aufständische Janitscharen, die Sultan Murad IV. absetzen wollten.
| Vorgänger                | Amt                                                                 | Nachfolger         |
| ------------------------ | ------------------------------------------------------------------- | ------------------ |
| Çerkes Mehmed Ali Pascha | Großwesir des Osmanischen Reiches 8. Februar 1625–1. Dezember 1626  | Damat Halil Pascha |
| Gazi Ekrem Hüsrev Pascha | Großwesir des Osmanischen Reiches 25. Oktober 1631–10. Februar 1632 | Topal Recep Pascha |

| Personendaten    | Personendaten                           |
| ---------------- | --------------------------------------- |
| NAME             | Müezzinzade Filibeli Hafız Ahmed Pascha |
| ALTERNATIVNAMEN  | Hafiz Ahmet Pascha                      |
| KURZBESCHREIBUNG | osmanischer Großwesir                   |
| GEBURTSDATUM     | 1564                                    |
| GEBURTSORT       | Plowdiw                                 |
| STERBEDATUM      | 10. Februar 1632                        |
| STERBEORT        | Istanbul                                |